# 贵州爬岩鳅
贵州爬岩鳅（学名：Beaufortia kweichowensis）为平鳍鳅科爬岩鳅属的鱼类，俗名爬岩鱼、粘鼻鱼、石壁鱼，是中国的特有物种。分布于西江水系、东江和北江水系等，常生活于水流湍急以及多石的山溪和河流的上游。该物种的模式产地在贵州三合。
其种加词“kweichowensis”意为“贵州的”。

## 亚种
- 细尾贵州爬岩鳅（学名：Beaufortia kweichowensis gracilicauda），Chen et Zheng于1980年命名，是中国的特有物种。分布于东江和北江水系等。该物种的模式产地在北江、东江。[2]
- 贵州爬岩鳅指名亚种（学名：Beaufortia kweichowensis kweichowensis），方炳文于1931年命名，是中国的特有物种。分布于珠江的西江山溪和都流江等水系。该物种的模式产地在贵州三合。[3]